# Reserva Ecológica Limones-Tuabaquey

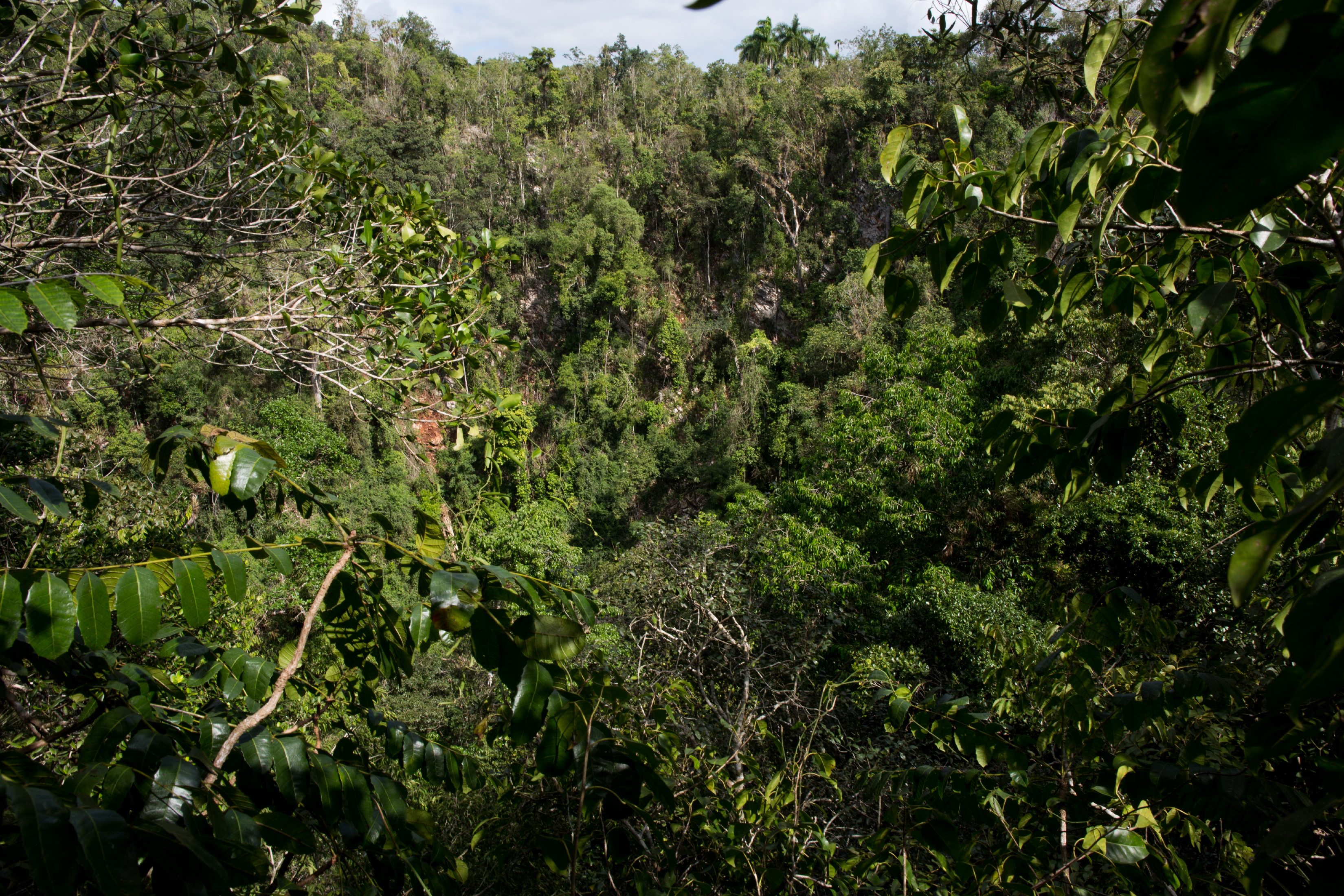
Hoyo de Bonet, Reserva Limones Tuabaquey.

La reserva ecológica Limones-Tuabaquey es un área natural protegida en la Sierra de Cubitas, provincia de Camagüey, Cuba, a unos 20 km al norte de la localidad de Camagüey. La misma fue creada en 1998 y posee una superficie de unos 197 km².
La reserva abarca las montañas de Cubitas, una zona de perfil montano de baja altitud. Su punto más elevado es el cerro Tuabaquey que apenas se eleva 325 m sobre el nivel del mar. Entre los cursos de agua que recorren la zona se destaca el río Máximo.

## Flora
La reserva se distingue por los frondosos bosques de caducifolias, resabios de la flora original la cual se asienta sobre rocas calizas.
Según relevamientos realizados la reserva aloja más de 700 especies y subespecies de plantas, incluidas varias de orquídeas.

## Fauna
La zona es un refugio de fauna endémica. Entre las especies de aves que lo habitan se cuentan: tocororos, grullas, flamencos, cotorras, carpintero verde, cao pinalero, catey, caraira y la bijirita gusanera.
También habitan en la zona del parque el murciélago de la Jata y el murciélago mariposa este último que pesa solo 3 gr está considerado el murciélago más pequeño del mundo.